# دومینیک ووز
دومینیک ووز (انگلیسی: Dominic Vose؛ زادهٔ ۲۳ نوامبر ۱۹۹۳) بازیکن فوتبال اهل بریتانیا است.
از باشگاه‌هایی که در آن بازی کرده‌است می‌توان به باشگاه فوتبال براینتری تاون، باشگاه فوتبال وستهام یونایتد، باشگاه فوتبال فولام، باشگاه فوتبال دالیچ هملت، باشگاه فوتبال کولچستر یونایتد، باشگاه فوتبال اسکانتورپ یونایتد، باشگاه فوتبال گریمزبی تاون، باشگاه فوتبال بارنت، باشگاه فوتبال ولینگ یونایتد، باشگاه فوتبال ورکسام، و باشگاه فوتبال توتینگ اند میتچام یونایتد اشاره کرد.